# Kelloggia
Kelloggia är ett släkte av måreväxter. Kelloggia ingår i familjen måreväxter.
Kladogram enligt Catalogue of Life:
| Kelloggia | \| \| Kelloggia chinensis \| \| \| \| \| \| Kelloggia galioides \| \| \| \| |
|           | \| \| Kelloggia chinensis \| \| \| \| \| \| Kelloggia galioides \| \| \| \| |
|           | Kelloggia chinensis                                                         |
|           |                                                                             |
|           | Kelloggia galioides                                                         |
|           |                                                                             |